# Саношки окръг
Саношки окръг (на полски: Powiat sanocki) е окръг в Югоизточна Полша, Подкарпатско войводство. Заема площ от 1 223,66 км2.
Административен център е град Санок.

## География
Окръгът се намира в историческата област Червена Рус. Разположен е южната част на войводството.

## Население
Населението на окръга възлиза на 96 174 души (2012). Гъстотата е 79 души/км2.

## Административно деление
Административно окръгът е разделен на 8 общини.
Градска община:
- Санок

Градско-селска община:
- Община Загуж

Селски общини:
- Община Беско
- Община Буковско
- Община Заршин
- Община Команча
- Община Санок
- Община Тирава Волоска

## Фотогалерия
- Загуж
- Санок